# Rabbi Akiba
Akiba ben Josef (geboren um 50/55; gestorben 135 n. Chr., hebräisch עקיבא בן יוסף ʿĂqīḇā Bɛn Yōsēf, auch als Akiva oder Aqiba transkribiert), gewöhnlich Rabbi Akiba genannt, gehört zu den bedeutendsten Vätern des rabbinischen Judentums und wird zu den Tannaim der zweiten Generation gezählt. Er gehört zu den Zehn Märtyrern  (hebräisch עשרת הרוגי מלכות Aseret Harugei Malchut), die unter Kaiser Hadrian getötet wurden.

## Leben
Historisch gesicherte Angaben zum Leben Rabbi Akibas lassen sich nur schwer ausmachen. Vieles wird von Legenden umrankt. Offensichtlich übertreibende Überlieferungen wie sein Lebensalter von 120 Jahren oder die 24.000 von ihm gleichzeitig unterrichteten Schüler zeigen aber die überragende Bedeutung dieses Mannes für das Judentum überhaupt. Die meisten nur in der rabbinischen Literatur gemachten Aussagen zu seinem Leben, Wirken und seinen Ansichten sind aus historisch-kritischer Perspektive kaum oder gar nicht nachweisbar.
Das Geburtsjahr des Akiba ben Josef ist nicht bekannt. Am geläufigsten ist die Angabe, dass er um das Jahr 50 n. Chr. geboren wurde. Als gesichert kann gelten, dass er gegen Ende des Bar-Kochba-Aufstands gegen die Römer, etwa 135 n. Chr., starb.
Er war Schüler des Elieser ben Hyrkanos, Jehoschua ben Chananja, Nachum aus Gimso und Tarfons, Leiter einer eigenen Schule in Bene Beraq, Lehrer von Rabbi Meir, Rabbi Jehuda bar Ilai, Rabbi Schimon ben Jochai und Rabbi Jose ben Chalafta (vgl. unten).

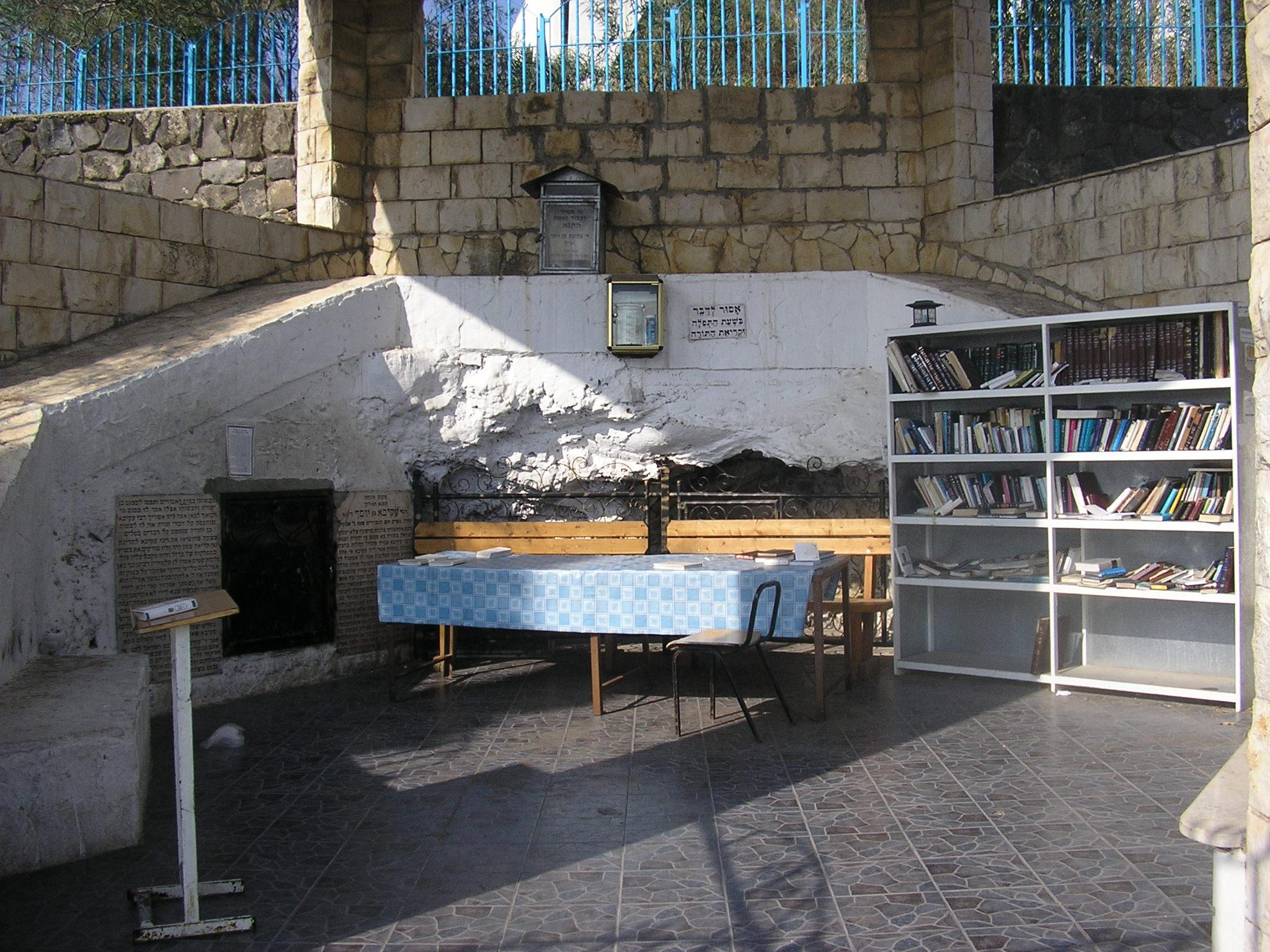
Rabbi Akibas Grab in Tiberias

Nach Aussagen des Talmud war Akiba ben Josef von einfacher Herkunft und von Beruf Schafhirte. Bis zu seinem vierzigsten Lebensjahr soll er völlig ungebildet gewesen sein. Erst seine Frau Rachel habe von ihm verlangt, lesen und schreiben zu lernen. Er begann erst mit 40 Jahren das Studium der Tora und wurde nach 13 Jahren selbst ein Tora-Gelehrter. Die Legende erzählt, dass Akiba wie Mose 120 Jahre alt wurde, was seine Bedeutung unterstreicht. Er soll anderen Legenden zufolge sowohl eine jüdische Frau gehabt haben als auch später die legendär schöne Frau des römischen Statthalters Quintus Tineius Rufus geheiratet haben. Diese Tatsache wird in der jüdischen Mystik als Zeichen für die Verbindung der religiösen und weltlichen Seite in der Person Akibas gesehen. Der Name Akiba kommt denn auch vom hebräischen Wort eqeb, was mit „Alternative“ wiedergegeben werden kann.
Der Traktat Berachot des babylonischen Talmuds schildert das Ende Rabbi Akibas als Märtyrertod mit vorheriger Folter, bei der Rabbi Akiba unbeirrt in seinem Glauben das Schma Jisrael gebetet habe, bevor er starb. Daraufhin sei eine Himmelstimme mit den Worten „Heil dir, Rabbi Akiba, denn du bist für das Leben der zukünftigen Welt bestimmt.“ erklungen (Berachot 61 b). Sein Tod wird auf die Zeit um das Jahr 135 datiert und gilt als die Folge seiner Unterstützung des jüdischen Aufrührers Bar Kochba als religiös-politischem Messias. Vor dem Bar-Kochba-Aufstand nahm Rabbi Akiba im Konflikt zwischen dem jüdischen Volk und der römischen Besatzungsmacht wegen der Errichtung einer römischen Colonia namens Aelia Capitolina allerdings noch eine gemäßigtere Haltung ein, versuchte das jüdische Volk zu beruhigen und verhandelte – allerdings erfolglos – mit Kaiser Hadrian über eine friedliche Beilegung des Konflikts. Nach dem Mischnatraktat Ta'anit (4,8) soll Akiba in dem ursprünglich wohl Ben Kosiba heißenden Rebellen den messianischen „Stern aus Jakob“ (Num 24,17 ) gesehen haben, was zu dessen späterem Namen Bar Kochba führte. Da der Bar-Kochba-Aufstand gegen Rom in einer katastrophalen Niederlage für das jüdische Volk endete, wurde Akiba von späteren Rabbinern wegen dieser Einschätzung scharf kritisiert. Dies hat jedoch sein Ansehen im Ganzen nicht geschmälert.

## Bedeutung
Für das Judentum ist Rabbi Akiba in verschiedener Hinsicht bedeutend geworden. Er gilt als erster Sammler und Gestalter des vorher teilweise auch nur mündlich tradierten Bestands an Gesetzen, Diskussionen und Texten für die Mischna (hebräisch: „Wiederholung“), die jüdische Auslegung der mündlichen Tora. Er systematisierte die Schriftauslegung beispielsweise nach Sachgebieten wie Sabbat-Gesetzen, Gesetzen zur Ehe, Gesetzen zum Eigentum, unterschied in Midrasch und Midrasch Aggadot und lieferte so den Grundstock für die Mischna. Er war maßgeblich beteiligt an der Kanonisierung der hebräischen Bibel und der Entstehung der griechischen Übersetzung des Aquila.
Rabbi Akiba stand von seinen Ansichten/Interpretationen eher der Schule des Hillel ha-zaqen nahe. In Diskussionen zwischen der Hillel-Schule und der Schule Rabbi Schammais findet man ihn häufig auf Seite der Hillel-Schule positioniert, und in seinem Namen wurden etliche gesetzliche Ansichten der Schule Hillels zitiert. Auch für die erfolgreiche Durchsetzung/Dominanz der Ansichten der Hillel-Schule nach 70 n. Chr. dürfte er im Wesentlichen verantwortlich sein. Die zentrale Rolle Rabbi Akibas und seiner Schüler wirkte sich auch auf das erhaltene Material vor 70 n. Chr. aus. Somit bestimmten er und seine Schule Inhalt und Struktur der späteren Mischna wesentlich mit. Rabbi Akiba erscheint in den rabbinischen Überlieferungen, die der Zeit zwischen 70 und 130 n. Chr. zugeschrieben werden, als zentrale Autorität. Seine Bedeutung erklärt sich unter anderem auch aus der Rolle seiner Schüler, die nach dem Bar-Kochba-Aufstand die Sichtung und Redigierung der rabbinischen Traditionen aus der Zeit zwischen 70 und 130 n. Chr. vornahmen und dabei ihrem Lehrer einen entsprechend wichtigen Platz einräumten. Es ist eine Bevorzugung jener Autoritäten durch Akibas Schüler festzustellen, die in Beziehung zu Akiba, seiner Schule und seinen Ansichten standen. Andere wichtige Autoritäten dieser Zeit wurden dabei entweder ignoriert oder nur noch in Bezug auf Rabbi Akiba erwähnt. Ein Beispiel hierfür ist der mit Rabbi Akiba befreundete Rabbi Jischmael, von dem zahlreiche Einzelüberlieferungen oft fälschlich im Zusammenhang von Diskussionen Akibas oder seiner Schüler wiedergegeben werden, während selbständige Aussagen von ihm kaum erwähnt werden.
Es heißt von Rabbi Akiba in Menachot 29b, dass er aus jedem Häkchen des geschriebenen Gesetzes „Berge von Halachot“ zu deuten wusste. Darin gilt er traditionell als Gegenspieler des Jischmael ben Elischa. Beide Charakterisierungen sind allerdings historisch fragwürdig. Dass Akiba wirklich aus den Verzierungen der Buchstaben Gesetze ableitete, ist durch Beispiele aus der Praxis nicht belegbar. Die Legende spielt damit eher auf die von Akiba auf die Spitze getriebene Kunstfertigkeit der Tora-Auslegung an. Da die Schrift wortwörtlich von Gott gegeben sei, könne hier kein Buchstabe unnötig sein, so dass Akiba gerade den überflüssig erscheinenden Buchstaben und Wörtern eine besondere Bedeutung beimaß, da sie nur zu dem Zweck gesetzt sein könnten, etwas Besonderes, über den einfachen Wortsinn Hinausgehendes, auszudrücken. Diese Legende ist allerdings wie viele talmudische Legenden eher ironisch zu verstehen und enthält eine Kritik an der allzu großen Spitzfindigkeit der Tora-Auslegung durch Akiba. Es war sicher nicht die Intention der Legende, Akiba als überlegen herauszustellen.
Der Tanach verdankt Rabbi Akibas Fürsprache das Lied der Lieder. Sein bedeutendster Schüler war Rabbi Meir. Im jüdischen Festkalender werden bis heute die 49 Omer-Tage zwischen den Festen Pessach und Schawuot gezählt als die Zeit, in der 24.000 Schüler Akibas im Aufstand gegen die Römer gefallen sein sollen. Akiba gilt auch als bedeutender Mystiker. Ein weiterer bedeutender Schüler Rabbi Akibas wurde Rabbi Schimon ben Jochai, der Verfasser des wichtigsten (tatsächlich aber fälschlich zugeschriebenen) Werks der Kabbala, des Sohar.
Rabbi Akiba wurde nach seinem Tod in der verklärten Rückschau der Überlieferung, ebenso wie Märtyrer und Heilige von Christen, so edel und gottnah wie nur irgend möglich verewigt.

## Zitat
Eine Lehre von Mosche am Sinaj

„R. Jehuda sagte im Namen Rabhs: Als Moše in die Höhe stieg, traf er den Heiligen, gepriesen sei er, dasitzen und Krönchen für die Buchstaben winden. Da sprach er zu ihm: Herr der Welt, wer hält dich zurück? Er erwiderte: Es ist ein Mann, der nach vielen Generationen sein wird, namens A͑qiba b. Joseph; er wird dereinst über jedes Häkchen Haufen über Haufen von Lehren vortragen.
Da sprach er vor ihm: Herr der Welt, zeige ihn mir. Er erwiderte: Wende dich um. Da wandte er sich um und setzte sich hinter die achte Reihe; er verstand aber ihre Unterhaltung nicht und war darüber bestürzt. Als jener zu einer Sache gelangte, worüber seine Schüler ihn fragten, woher er dies wisse, erwiderte er ihnen, dies sei eine Moše am Sinaj überlieferte Lehre. Da wurde er beruhigt.“